# Château de Diedendorf
Le château de Diedendorf se situe sur la commune de Diedendorf, dans le département du Bas-Rhin.
Il fait l’objet d’une inscription au titre des monuments historiques depuis 1977.

## Histoire
Le site est occupé par un château depuis la seconde moitié du XVe siècle au plus tard. Ce précédent château a probablement été détruit vers 1530, en même temps que le village. 
Par une lettre d’investiture en date du 12 février 1570, le comte Jean IV de Nassau-Sarrebruck donne en fief à Jean Streiff de Lauenstein, alors bailli du comte de Sarrewerden, une métairie et des terres à Diedendorf. C’est dans ce village que Jean Streiff fait construire peu de temps après un château, terminé vers 1580.
Le château reste propriété des descendants de Jean Streiff jusqu’en 1722, date à laquelle il passe aux Münchhausen : Otto-Ferdinand Streiff de Lauenstein étant décédé sans héritier, il est en effet transmis à sa nièce, Charlotte-Quadt de Lanseron, qui avait épousé Ernest Griedmann de Münchhausen. Toutefois, un autre héritier plus éloigné, Charles Streiff de Lauenstein, estime que le fief lui revient et porte l’affaire devant les tribunaux, qui lui donnent partiellement raison et attribuent le domaine aux deux héritiers. Finalement, le 23 janvier 1730, Charles Streiff renonce à sa part en échange d’une indemnité et le château devient la propriété plein et entière des Munchhäusen.
Ceux-ci s’en défont toutefois presque immédiatement en le vendant le 17 septembre 1730 à Auguste Guillaume de Lüder, bailli de Sarrewerden. Après être resté quelque temps dans cette famille, Charles-Frédéric de Lüder le remet en 1753 à son suzerain, Guillaume Henri de Nassau-Sarrebrück. Celui-ci le vend pour 19 000 florins à Gustave de Geisspitzheim en 1763, puis le château passe rapidement de mains en mains dans les décennies suivantes, souvent en tant que paiement des dettes de ses propriétaires successifs.
En 1862, il entre finalement en possession de Simon Striffler, ancien clerc de notaire et important propriétaire terrien en Lorraine. Son fils hérite du château, qu’il habite jusqu’à sa mort en 1941, mais le château n’est plus occupé par ses propriétaires après cette date, d’autant plus qu’il subit d’importants dommages lors de bombardements en novembre 1944. Bien qu’ayant bénéficié de quelques réparations après la guerre, certaines parties de la demeure restent délabrées et après la mort des petits-enfants de Simon Striffler en 1966, la propriété est vendue à Richard Clark.

## Architecture
Le château de Diedendorf est constitué d'un logis rectangulaire et de deux ailes en retour à fenêtres à meneaux. Il est flanqué de deux tours d'angle dont l'une est une tour d'escalier.
Les murs intérieurs du château ont un décor de style rhénan unique en Alsace. Celui-ci permet d'imaginer les conditions de vie de la noblesse dans le canton au XVIe siècle. Ils sont agrémentés de cordons, de bouquets floraux et de cariatides, motifs très rares dans la région. Le décor intérieur d'origine avec les voûtes, les plafonds à solives, les peintures murales, les boiseries, les planchers et les cheminées rapportés, du XVIIIe siècle, ont été inscrits aux monuments historiques le 23 décembre 2002.

## Parc et jardins
Le parc du château de Diedendorf est inscrit au pré-inventaire des jardins remarquables.
Dans l'enceinte se trouve aussi un verger.